# Comuna Valea Mărului, Galați
Valea Mărului este o comună în județul Galați, Moldova, România, formată din satele Mândrești și Valea Mărului (reședința).
Conform recensământului din 2011, comuna Valea Mărului are o populație de 3894 de locuitori.

## Demografie
Componența etnică a comunei Valea Mărului
     Români (98,07%)
     Alte etnii (0%)
     Necunoscută (1,93%)
Componența confesională a comunei Valea Mărului
     Ortodocși (97,59%)
     Alte religii (0,36%)
     Necunoscută (2,04%)
Conform recensământului efectuat în 2021, populația comunei Valea Mărului se ridică la 3.572 de locuitori, în scădere față de recensământul anterior din 2011, când fuseseră înregistrați 3.894 de locuitori. Majoritatea locuitorilor sunt români (98,07%), iar pentru 1,93% nu se cunoaște apartenența etnică. Din punct de vedere confesional, majoritatea locuitorilor sunt ortodocși (97,59%), iar pentru 2,04% nu se cunoaște apartenența confesională.

## Politică și administrație
Comuna Valea Mărului este administrată de un primar și un consiliu local compus din 13 consilieri. Primarul, Virgil Doca[*], de la Partidul Social Democrat, este în funcție din 2008. Începând cu alegerile locale din 2024, consiliul local are următoarea componență pe partide politice:
|  | Partid                          | Consilieri | Componența Consiliului | Componența Consiliului | Componența Consiliului | Componența Consiliului | Componența Consiliului | Componența Consiliului | Componența Consiliului |
|  | ------------------------------- | ---------- | ---------------------- | ---------------------- | ---------------------- | ---------------------- | ---------------------- | ---------------------- | ---------------------- |
|  | Partidul Social Democrat        | 7          |                        |                        |                        |                        |                        |                        |                        |
|  | Partidul Național Liberal       | 5          |                        |                        |                        |                        |                        |                        |                        |
|  | Alianța pentru Unirea Românilor | 1          |                        |                        |                        |                        |                        |                        |                        |